# 詹姆斯·M·巴丁
詹姆斯·M·巴丁（英語：James Maxwell Bardeen，1939年5月9日—2022年6月20日），美国物理学家，是两次诺贝尔物理学奖获得者约翰·巴丁（John Bardeen）和简·麦克斯韦·巴丁（Jane Maxwell Bardeen）的长子，理论物理学家威廉·A·巴丁的哥哥，物理学家托马斯·J·格雷塔克的大舅子，专攻廣義相對論爱因斯坦场方程，毕业于哈佛大学和加州理工學院，博士导师理查德·費曼。